# Periodontidae
Famille
Periodontidae est une famille de conodontes.

## Genres
- †Microzarkodina
- †Periodon